# جیمز دارن
جیمز دارن (انگلیسی: James Darren) (زادهٔ ۸ ژوئن ۱۹۳۶ – درگذشتهٔ ۲ سپتامبر ۲۰۲۴) یک بازیگر، کارگردان و خواننده اهل ایالات متحده آمریکا بود.
از فیلم‌ها یا برنامه‌های تلویزیونی که وی در آنها نقش داشته است می‌توان به تونل زمان، توپ‌های ناوارون و ونوس خزپوش ذکر کرد.